# Krzysztof Kutak
Krzysztof Marek Kutak (ur. 20 marca 1977) – polski fizyk, profesor nauk fizycznych; specjalizuje się w fizyce teoretycznej, a w szczególności w chromodynamice kwantowej w obszarze wysokich energii (Wielki Zderzacz Hadronów). Zajmuje się tematyką związaną z fizyką gęstych układów partonowych oraz fizyką plazmy kwarkowo-gluonowej. Pracownik naukowy Instytutu Fizyki Jądrowej Polskiej Akademii Nauk, Kraków IFJ PAN. Autor wielu prac z chromodynamiki kwantowej, w tym kilku wysoko cytowanych. 

## Życiorys
W 2002 ukończył studia z fizyki na Wydziale Fizyki Uniwersytetu Jagiellońskiego w Krakowie, wykonał pracę magisterską pod kierunkiem Jana Kwiecińskiego. W roku 2003 rozpoczął doktorat na Uniwersytecie w Hamburgu. W 2006 uzyskał  stopień doktora nauk fizycznych na podstawie pracy pt. Studies of the Triple Pomeron Vertex in Perturbative QCD and Its Applications in Phenomenology, przygotowanej pod kierunkiem Joachima Bartelsa. Habilitował się w IFJ PAN w roku 2015 na podstawie dorobku naukowego i cyklu publikacji pt. Dynamika partonów w Wielkim Zderzaczu Hadronów i testy chromodynamiki kwantowej w  obszarze wysokich energii. Nominację profesorską uzyskał w roku 2022.